# Carrara (logiciel)
Pour les articles homonymes, voir Carrara.
Carrara est un logiciel de 3D propriétaire permettant la création de poses et de montages, ainsi que de générer des paysages, en plus des traditionnelles modélisation, animation, texturisation et rendu. Le logiciel est également capable de simuler de manière dynamique la fourrure, les effets de particules, et la dynamique de corps souples et rigides. Il est aujourd'hui propriété de DAZ 3D et est compatible avec Poser et avec les formats de modèles 3D de DAZ. Il prend également en charge un certain nombre de plugins et de modules complémentaires tiers.
En plus de son moteur de rendu natif, le programme intègre également les moteurs de rendu externes LuxRender et Octane.
Carrara est considéré comme relativement facile à apprendre et à utiliser.

## Histoire
L’histoire de Carrara débute en 1989 quand un groupe de personnes fonde Ray Dream, Inc. avec l’idée de créer un logiciel graphique pour les nouveaux ordinateurs Mac à écrans couleur. Deux ans plus tard sort la première version de leur programme graphique 3D qu'ils nomment Ray Dream Studio (en).
Au cours des années qui suivent, Ray Dream Studio devient un succès avec plus de 200 000 utilisateurs. En 1996, Ray Dream, Inc. le revend à Fractal Design Corporation (alors développeur des logiciels Corel Painter et Poser). Fractal Design Corporation est à son tour acquise par MetaTools (en) (développeur de Bryce et KPT (en)) peu de temps après. La nouvelle société fusionnée est rebaptisée MetaCreations. À la même époque, un autre programme graphique 3D nommé Infini-D (en) est racheté à Specular International (en). Maintenant propriétaire de deux programmes graphiques 3D, MetaCreations décide de fusionner Ray Dream et Infini-D en une seule application en lui donnant le nouveau nom de Carrara.
MetaCreations sort la version 1.0 de Carrara avec des bugs importants. Un correctif pour le code est rapidement sorti mais le support du logiciel est soudainement stoppé. Pendant une courte période, les utilisateurs de Carrara ne peuvent obtenir le correctif que par l'intermédiaire d'autres sites Internet ou de groupes d'intérêts Carrara.
Vers l’an 2000, lorsque MetaCreations revend de la plupart de ses produits, il vend Carrara à une nouvelle société appelée Eovia fondée par l'ancien employé Antoine Clappier. Eovia développe Carrara pour plusieurs versions qui aboutissent à la version 5 en 2005. Cette même année, Eovia lance une nouvelle application de modélisation 3D, Hexagon.
Eovia installe d’importantes mises à jour de Carrara, notamment dans l’avancement du progiciel de physique Ray Dream, qui n'est à l’origine pas sous licence dans la version du code de MetaCreations. Les améliorations incluent des ombres atténuées, des caustiques, de l'illumination globale et de meilleurs modèles d'atmosphère.
En 2006, DAZ 3D (développeur de DAZ Studio et d'autres logiciels 3D) acquiert Eovia avec Carrara et Hexagon. Plusieurs anciens employés travaillent maintenant pour DAZ et poursuivent leur développement sur Carrara.
DAZ 3D s'attache beaucoup à l'ajout de fonctions pour les personnages, ainsi que de modèles pour les cheveux et des outils d’animation.
DAZ 3D fonctionne dans un environnement ouvert, sortant les programmes rapidement et se tournant vers les utilisateurs pour ajouter des fonctionnalités.
En mai 2010, la société lance Carrara 8.0 au public. Il comprend l’ajout du moteur physique Bullet qui permet à Carrara de générer des techniques d’animation améliorées pour les scènes impliquant des collisions de multiples corps ou particules. DAZ ajoute également des modèles pour la dynamique des corps souples, ce qui permet de générer de façon plus réaliste des animations de tissus et autres vêtements.

## Caractéristiques

### Version 8.5
- Importateur natif DSON
- AutoFit natif et fonctionnalités Fit To améliorées pour les vêtements et accessoires de personnages
- Amélioration des outils de séquenceur, d'images clés et d'animation
- Smart Content et intégration de CMS
- Commandes d'animation - Zéro, Mémoriser, Restaurer (personnages, sélections et arbres de sélection)
- Meilleure représentation des lumières dans la fenêtre (lumières spot, soleil, lune, tube, et formes)
- Ajouts de shaders (multi-calques et éléments)

### Version 8.0
- Prise en charge 64 bits pour Mac et Windows OS
- Multithreading pour Mac et Windows OS
- Bibliothèque Bullet
- Amélioration de l'échange de données FBX et COLLADA
- Lumières négatives et photométrie (IES)
- Rayons de lumières et éclairage avec volets
- Édition de poses pour personnages
- Rigging